# Zachariasz Kazimierz Miłaszewicz Krasny
Zachariasz Kazimierz Miłaszewicz Krasny herbu Korab – podczaszy smoleński w latach 1666-1688.
Był elektorem Jana III Sobieskiego z województwa połockiego w 1674 roku.